# Give Cykelklub
Give Cykelklub er en dansk cykelklub med base i Give, og får klubhus i det nybyggede Give Idræts- Sundhed- og Kulturcenter. Klubben blev grundlagt i 1993, og har blandt andet været arrangør af DM i landevejscykling 2021.